# 魏斯炅
魏斯炅（1873年—1921年）字阜欧，江西省金溪县呜山乡东京村魏家（今属石门乡）人。中华民国政治人物。

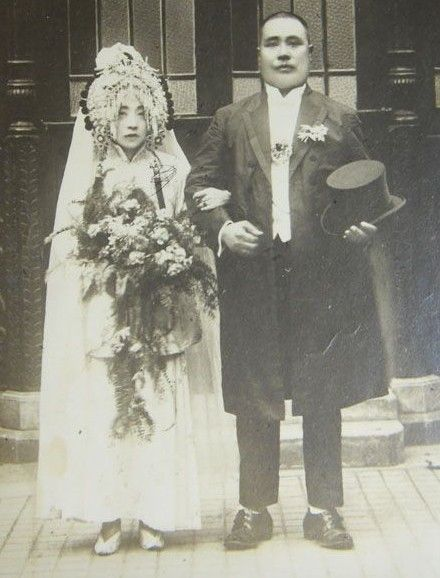
赛金花与魏斯炅结婚照（1918年，上海）

## 生平
清朝光绪二十年（1894年），魏斯炅中举人。光绪三十一年（1905年），魏斯炅留学日本，考入东京中央大学学习法政。在校期间加入中国同盟会，并且奉命到南洋联络华侨宣传反清革命及筹款。
1912年中华民国成立，魏斯炅任江西省财政司司长。1913年，任江西省民政厅厅长。1913年6月，江西都督李烈钧被免职，乃赴上海同孙中山、黄兴等人共同商讨反袁世凯之事，魏斯炅积极参与其事，成为李烈钧的主要助手。1913年7月，李烈钧在江西湖口发兵讨袁，史称“二次革命”，不久便归于失败，李烈钧逃到日本。魏斯炅也被列在通缉名单上，乃逃至上海，结识了在上海的名妓赛金花并获得其帮助，搭乘日本轮船逃往日本。不久，魏斯炅赴新加坡，在当地华侨帮助下，创办“金宜丰橡胶园”，支援孙中山的革命事业。1918年，孙中山来到上海，随后将中华革命党改组为中国国民党。当时，魏斯炅也来到上海，并同赛金花结婚，在上海新旅社举办婚礼。1918年8月12日，安福国会成立，魏斯炅当选参议员。
1921年4月，孙中山在广州就任中华民国非常大总统，魏斯炅作为华侨当选为国会代表。同年7月，魏斯炅因风寒急病而在北京的住所内逝世，享年48岁。其灵柩由本家亲属葬于金溪。

## 影视形象
2012年话剧《风华绝代》，李扬 饰演 魏斯炅。 
2013年话剧《风华绝代》，罗军 饰演 魏斯炅。